# Арагуайская герилья
Арагуайская герилья (порт. Guerrilha do Araguaia) — попытка организации сельской герильи отрядами Коммунистической партии Бразилии в бассейне реки Арагуая. Борьба против диктаторского режима в стране продолжалась в период с 1967 по 1974 годы. 
Движение было глубоко законспирировано, но, после случайного раскрытия, на его уничтожение были брошены войска, которые путём террора (было уничтожено свыше 8 тысяч индейцев Амазонии) и подкупа (за выдачу герильерос крестьянину обещали сумму, достаточную для приобретения особняка) охотились в джунглях за участниками движения.
60 участников герильи, убитых военным режимом, до сих пор числятся «пропавшими без вести». Выжил и скрылся всего один герильеро.
Потери правительственных войск составили 16 человек.
Операция была полностью засекречена — никаких сведений в СМИ не просачивалось до начала 80-х. А широко о данных событиях стало известно только с 2007 года.